# دانترون

دانترون (بالإنجليزية: Dantron)‏, يسمى أيضاً كريسازين أو 1,8 دي هدروكسي أنتراكينون, هو دواء يتكونبشكل أساسي من مادة عضوية مشتقة بشكل كبير من من الأنتراكينون وتنتج بعملية استبدال ذرتي هدروجين بمجموعتي هدروكسيل.كما يجب عدم الخلطبينه وبين الأوندانسترون.
يعد الدانترون دواء ملينا حيث يستعمل في بعض البلاد كمسهل.تم سحبه من السوق في العديد من البلدان نتيجة ارتفاع سميته.

## الوظيفة
يحفز دواء دانترون حركة الأمعاء خلال 6 _ 12 ساعة بعد الجرعة، وقد يساعد المرضى الذين يعانون من إمساك شديد نتيجة المعالجة بالأفيونات أو الأدوية التي تسبب الإمساك.
تم اشتقاق هذا المركب من كيماويات طبيعية توجد في بعض الأشجار واستخدمت كملينات لفترات طويلة جدا، قبل ظهور قلق من احتمال تطوره لمواد مسرطنة.
إذا بدا أن الدواء لا يعمل، يمكن أن ينصح المريض بالانتظار قبل أن يأخذ الجرعة الثانية وذلك في حال كان يعمل بشكل بطيء. يمكن للانتظار أن يمنع الانزعاج الشديد الناتج عن الجرعة الزائدة للدانترون الموجود في القناة الهضمية.

## الإستعمالات الطبية
منع استعال هذا الدواء في الولايات المتحدة الأمريكية، لأنه يعتبر مادة مسرطنة.
أما في المملكة المتحدة يعد الدانترون مادة مؤهبة للسرطان، ويقتصر ترخيصها للمرضى الذين لديهم بالفعل تشخيص بسرطان في مراحل متأخرة.يستعمل بشكل رئيسي في العلاج المسكن لإبطال التأثير المقبض للأمعاء للأفيونات. دانثرون كان الاسم البريطاني الموافَق عليه لهذا المركب، لكن تم تغييره الآن إلى «دانترون» وهو الاسم غير المملوك العالمي الموصى به.

## الآثار الجانبية
أهم الأثار الجانبية الأكثر شيوعاً لهذا الدواء هو تغير لون البول.(عادة إلى اللون الأحمر)، غثيان، إسهال، تشنج معدي.
أكدت دراسات على الحيوانات في عدة بلدان أنه يمكن للدانترون أن يكون مسرطناً، على الرغم من أنه لم تثبت أية أبحاث خاصة بالإنسان صحة هذه الحقائق. اعتماداً على هذه المعلومات، قررت بعض البلدان أن تمنع أو تحد من هذا الدواء شعوراً منها بأن الفوائد لا ترجح على الأخطار. كما هناك مخاوف من كون الدانترون يمكن أن يسبب تشوه جنيني، وبشكل عام يجب تناوله بحذر أثناء الحمل.
بعض الدول تسمح للمرضى في المرحلة الأخيرة من المرض باستخدام الدانترون لأنه يمكن أن يكون ذو فعالية ملينة قوية. الناس اللذين هم في نهاية المرض غالبا ما يتطلبوا جرعات عالية من الأفيونيات للسيطرة على الألم، والتي يمكن أن تؤدي إلى الإمساك الشديد الذي قد يقاوم العلاج بالأدوية الأقل قوة.
عادة، سيموت هؤلاء المرضى بسبب مشاكل طبية قبل فترة طويلة من أي من التأثيرات المسرطنة للدانترون، وربما يستفيدون من الإذن بالاستخدام الملطف. ومن الممكن نصحهم بالاحتفاظ بالدواء في مكان آمن لمنع الأشخاص غير المصرح لهم من الوصول إليه، وبالتخلص من الأقراص غير المستخدمة بشكل صحيح.

## وصلات خارجية
http://www.netdoctor.co.uk/digestive-health/medicines/normax.html
http://apps.who.int/medicinedocs/en/d/Js2203e/2.13.html
http://www.evidence.nhs.uk/medicine/dantron